# David Trottier
David Trottier (Pembroke, 25 juni 1906 - Halifax, 13 november 1956) was een Canadese ijshockeyspeler. 
Trottier won in 1927 met de Toronto Graduates de Allan Cup en mocht om die reden met zijn ploeg Canada vertegenwoordigen op de Olympische Winterspelen 1928 in het Zwitserse Sankt Moritz. Trottier trof in drie wedstrijden twaalfmaal doel en kreeg na afloop de gouden medaille omgehangen. Hij speelde vanaf 1928 tien seizoen voor de NHL club Montreal Maroons en won in 1935 de Stanley Cup. Nadat zijn ploeg ophield te bestaan stapte Trottier over naar de Detroit Red Wings waarbij hij in één seizoen elf wedstrijden speelde.